# کانال دیکه

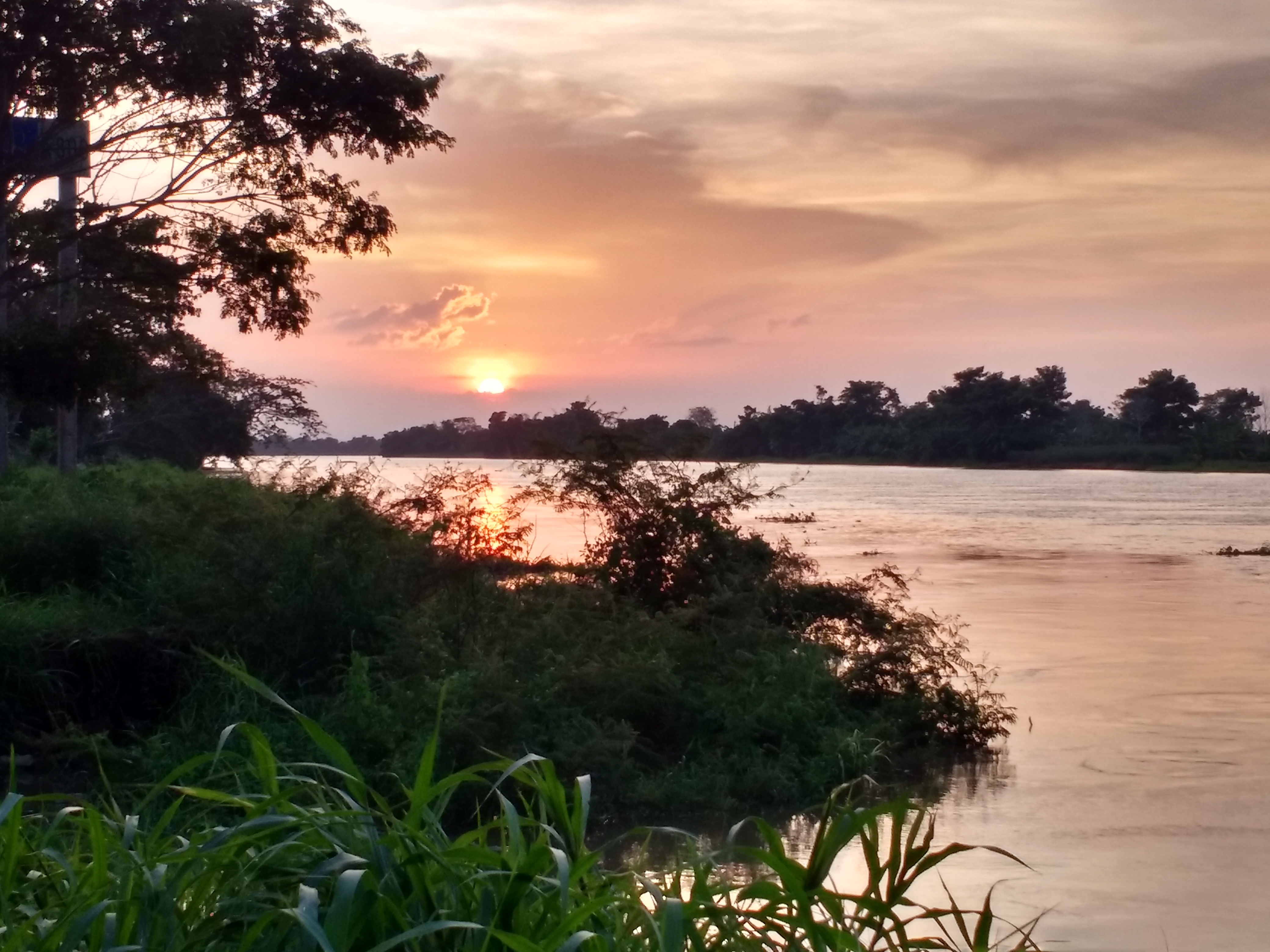
غروب خورشید در کانال لِوِه در شهر ماآتس

کانال دل دیکه یک کانال مصنوعی به بلندای ۱۱۸ کیلومتر است که خلیج کارتاخنا را به رودخانه ماگدالنا در بخش بلیوار در شمال کلمبیا متصل می‌کند. این کانال یک دوشاخه یا بازوی مصنوعی در امتداد رودخانه ماگدالنا است و بخش شرقی آن بیشتر مرز بین بخش‌های بولیوار و آتلانتیکو را تشکیل می‌دهد. روی رودخانه ماگدالنا بندر کالامار هم قرار گرفته است.

## تاریخچه
ساخت این کانال نیاز جدی اهالی بود زیرا دهانه رودخانه ماگدالنا (که دسترسی به داخل کلمبیا را فراهم می‌کرد) عملاً غیرقابل نفوذ بود و دو بندر اصلی دوران استعماری کلمبیا (کارتاخنا و سانتا مارتا) به رودخانه دسترسی نداشتند. در سال ۱۵۸۲ توسط اسپانیایی‌ها ساخته شد اما به سرعت از بین رفت. در سال ۱۶۵۰ بازسازی شد.
با این حال، در پایان قرن ۱۸، به جز در زمان‌های رواناب بودن، غیرقابل عبور می‌شد و تا سال ۱۸۲۱ کاملاً مسدود گردید. بنابراین، مرکزیت تجارت به‌طور فزاینده ای از کارتاخنا رخت بسته و به سانتا مارتا و سابانیلا (بندری در نزدیکی دهانه ماگدالنا که بعداً توسط پورتو کلمبیا و بارانکیلا تحت الشعاع قرار گرفت) برده شد. در سال ۱۸۳۱، بازرگانان شهر شروع به لابی کردن برای بازگشایی کانال کردند، اما تلاش‌های مکرر برای لایروبی مجدد کانال شکست خورد و در پایان قرن ۱۹ یک راه‌آهن جایگزین آن شد.
مهندس جورج تاتن در اواسط قرن نوزدهم به بازسازی بخشی از این کانال کمک کرد.
در سال‌های ۱۹۲۳ و ۱۹۵۲، کانال بهبود یافت، اما استفاده از آن به دلیل افزایش رسوب رودخانه ماگدالنا کاهش یافت.
در حال حاضر، نوسازی کانال به منظور تقویت تجارت در بندر کارتاخنا در نظر گرفته شده است.
از سال ۲۰۱۳، انحراف رودخانه‌ها با شرکت هلندی رویال هاسکونینگ (DHV) برای کنترل رسوبات و جریان آب در طول کانال برنامه‌ریزی شد. این امر منجر به ایجاد یک منطقه تالابی حرا جدید، ساخت زمین و احیای اکولوژیک در منطقه شده است.

### در ادبیات
این کانال به‌طور برجسته در رمان عشق در زمان وبا اثر گابریل گارسیا مارکز به چشم می‌خورد.